# Conservatori Ron Shulamit
El Conservatori Ron Shulamit (en hebreu: קונסרבטוריון רון שולמית) és un conservatori de música a Israel. L'educació musical es va desenvolupar a Israel en gran part a causa dels esforços pioners de Shulamit Rupin, que va establir el primer conservatori a Jaffa en 1910. El conservatori es va mudar a Tel-Aviv i es va convertir en un punt d'interès pels seus habitants. En aquell moment 1.800 persones vivien a Tel-Aviv i el 37% dels nens de la ciutat estudiava en el conservatori.
El conservatori compta amb molts músics immigrants, ajudant d'aquesta manera en el seu procés d'absorció. Més de 400 estudiants s'entrenen en el conservatori de cada any, alguns arriben a guanyar premis pels seus assoliments en les competicions nacionals.